# Borový vodopád
Vodopád na Borovém potoce se nachází v oblasti Hrubého Jeseníku východo-jihovýchodně od Koutů nad Desnou a 1 km východně od Medvědí hory. Jedná se o největší vodopád v okrese Šumperk, který dosahuje celkového přesahu 14 metrů, přičemž nejvyšší stupeň je vysoký 8,3 m.

## Lokalita
Pramen Borového potoka se nachází mezi vrcholem Mravenečník a uměle vytvořenou vodní nádrží Dlouhé stráně ve výšce cca 1295 (bývá uváděno i 1285) m nad mořem. Borový potok je levostranný přítok Divoké Desné, do níž se v nadmořské výšce 668 m vlévá. Celková délka toku je přibližně 3,4 km, má bezejmenný pravostranný přítok. Od svého pramene až po ústí prochází četnými peřejemi a kaskádovitými útvary, potok je sevřen do údolí, které se nazývá Borová dolina.  Borový potok se někdy nazývá i Medvědí potok.
Z Koutů nad Desnou lze k vodopádu dojít po modrém turistickém značení. Asi půl kilometru před vodopádem je kříž, který zde připomíná tragické úmrtí lesníka Richarda Schnellera, který zde v roce 1934 zahynul při sesuvu laviny.

## Charakteristika
Tok vodopádu Borového potoka je z obou stran sevřen mezi kolmé skalní stěny. Jedná se vícestupňový a víceramenný vodopád, který je tvořen souborem kaskád o celkové výšce 14 metrů, přičemž hlavní vodopád má výšku 8,3 m, přibližně 15 metrů po proudu je pak menší kaskáda o výšce 2 metry. Soustava vodopádů se nachází mezi 785–800 m nad mořem. 